# FETI
Das FETI- (Finite Element Tearing and Interconnecting), oder auch FETI-1-Verfahren ist ein numerisches Verfahren zur iterativen Lösung elliptischer partieller Differentialgleichungen im Rahmen der Finite-Elemente-Methode (FEM). Es wurde 1991 von Farhat und Roux eingeführt und ist mit Hinblick auf die Implementierung auf Parallelrechnern konzipiert.
Das FETI-Verfahren basiert auf der Teile-und-Herrsche-Idee mit vorerst einem Rekursionsschritt (mehrere Stufen der Anwendung des Verfahrens sind aber möglich). Konkret wird ein gegebenes finite Elemente-Gitter über einem gegebenen Gebiet in eine begrenzte Anzahl von Teilgebieten aufgeteilt, um diese Teilprobleme möglichst unabhängig voneinander zu lösen. Es ist daher geschaffen für moderne Computerarchitekturen, welche auf vielen verschiedenen Kernen simultan (d. h. parallel) verschiedene Probleme lösen können. Um aus den Lösungen der Teilgebietsprobleme die Lösung des gesamten Problems zu erhalten, müssen im Allgemeinen zusätzliche Bedingungen eingeführt werden. Im Falle des FETI-1-Verfahrens werden hierzu Lagrange-Multiplikatoren verwendet.
Die Originalarbeit zum FETI Verfahren von 1991 wurde bis Februar 2019 über 1420-mal zitiert, ist Farhats meistzitierte Arbeit und ein Grund dafür, dass er den Sidney Fernbach Award für die Lösung von Anwendungsproblemen auf Hochleistungsrechnern erhielt. Ursprünglich wurde die Methode für die Elastostatik und Anwendung in den Ingenieurwissenschaften entwickelt.